# رولا سعد (منتجة)
رولا سعد (19 سبتمبر 1948)- منتجة ومعدة برامج تلفزيونية لبنانية.

## حياتها
ولدت في الأشرفية،بيروت، حاصلة على بكالوريس في إدارة الأعمال هي أخت رندة الظاهر زوجة رئيس مجلس إدراة المؤسسة اللبنانية للإرسال LBCI ومهندسة الديكور يارا عيسى الخوري، تمتلك شركة إنتاج خاصة بها تسمى فانيلا برودكشن

## مشوارها المهني
بدأت عملها أوائل التسعينات، حيث أنتجت العديد من البرامج التلفزيونية الحفلات والأغاني المصورة، تعتبر أول من أطلق برامج تلفزيون الواقع العالم العربي أولها برنامج ستار أكاديمي 1 عام 2004 تلاها برنامجي الوادي وملكة جمال لبنان بنسخة تلفزيون الواقع
كانت تشرف على شركة باك التابعة ل ال بي سي، والتي انفضت بعد خلاف الشيخ بيار الضاهر و الأمير الوليد بن طلال في نهاية العام2012 أنتجت العديد من البرامج أهمها ستار أكاديمي في نسخته العربية على محطة المؤسسة اللبنانية للإرسال منذ بداية البرنامج وحتى الموسم الثامن، كانت ستنتج الموسم التاسع لولا النزاع الحاصل بين الطرفين عينت بعدها الكاتبة كلوديا مرشليان كمديرة للأكاديمية فقط بينما كانت رولا معدة منتجة ومديرة الأكاديمية تولى إنتاجه شركة إندمول لكنها لم تتوقف حيث أنتجت بعدها برامج عديدة لصالح المؤسسة اللبنانية للإرسال.

## البرامج التي أنتجتها
| سنة الإنتاج | البرنامج                           | عرض على           |
| ----------- | ---------------------------------- | ----------------- |
| 1996-2022   | حفل إنتخاب ملكة جمال لبنان         | ال بي سي          |
| 2004-2011   | ستار أكاديمي(الموسم الأول-الثامن)  | ال بي سي          |
| 2005        | هواكم                              | ال بي سي          |
| 2005        | الوادي                             | ال بي سي          |
| 2007-2009   | قسمة ونصيب (الموسم الأول-الثاني)   | ال بي سي          |
| 2009        | غلادييتور -الأبطال                 | ال بي سي          |
| 2010        | حلوة ومرة                          | ال بي سي          |
| 2011        | زفو العروس                         | ال بي سي          |
| 2012        | هزي يا نواعم                       | ال بي سي          |
| 2011-2012   | حلوة بيروت                         | ال بي سي          |
| 2010-2013   | ديو المشاهير (الموسم الأول-الثالث) | ال بي سي          |
| 2012-2013   | حلوة الحياة                        | ال بي سي          |
| رمضان2012   | كول وشكور                          | ال بي سي          |
| 2012-2013   | سبلاش                              | ال بي سي،ال دي سي |
| 2015-2018   | بتحلى الحياة                       | ال بي سي،ال دي سي |
| 2016 -2023  | تيك مي آوت-نقشت                    | ال بي سي،ال دي سي |
| 2019        | أكلناها                            | قناة لنا          |